# Gare de Deluz
La gare de Deluz est une gare ferroviaire française de la ligne de Dole-Ville à Belfort, située sur le territoire de la commune de Deluz dans le département du Doubs en région Bourgogne-Franche-Comté.
Elle est mise en service en 1882 par la Compagnie des chemins de fer de Paris à Lyon et à la Méditerranée (PLM).
C'est une halte voyageurs de la Société nationale des chemins de fer français (SNCF), desservie par des trains TER Bourgogne-Franche-Comté.

## Situation ferroviaire
Établie à 263 mètres d'altitude, la gare de Deluz est située au point kilométrique (PK) 421,727 de la ligne de Dole-Ville à Belfort, entre les gares de Novillars et de Laissey.

## Histoire
Lors de l'ouverture de la ligne le 1er juin 1858, le village est coupé en deux par la voie ferrée, mais la station la plus proche est Novillars. La gare de Deluz est mise en service plus de vingt ans après, le 15 janvier 1882 par la Compagnie des chemins de fer de Paris à Lyon et à la Méditerranée (PLM).
Dès l'ouverture de la gare la compagnie fait à l'usine de papeterie du village des prix en concurrence avec ceux des transports par bateau afin de capter une partie de son trafic marchandises.
À la suite d'un vœu du conseil général, un abri voyageurs avec lampisterie et bureau est construit en 1893.

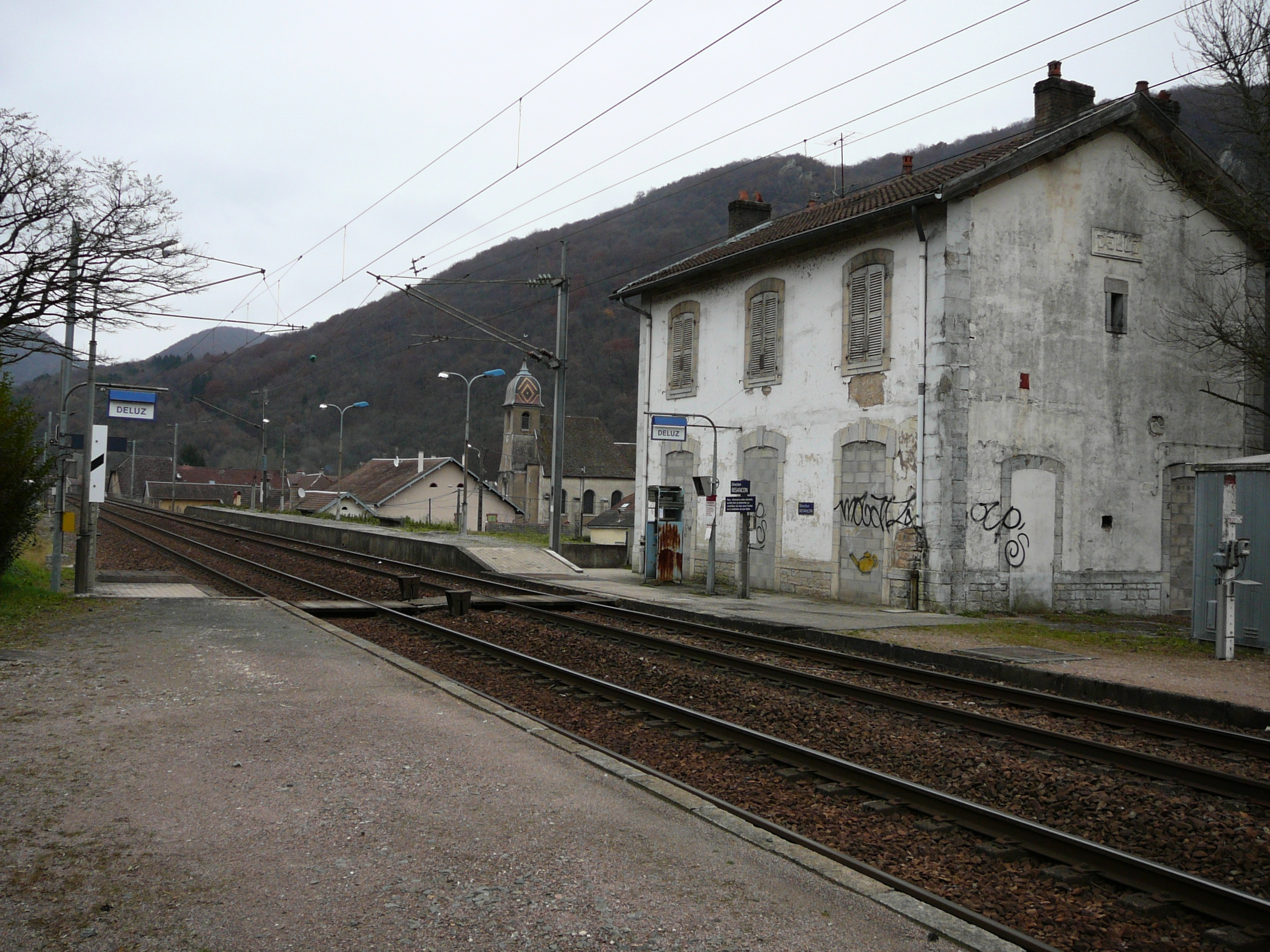
L'ancien bâtiment voyageurs en 2007.

La gare de « Deluz » est l'une des 1763 gares, stations ou haltes de la Compagnie PLM listées dans la nomenclature 1911. C'est une gare, ouverte au service complet de la grande vitesse (voyageurs), « à l'exclusion des chevaux chargés dans des wagons-écuries s'ouvrant en bout et des voitures à quatre roues, à deux fonds et à deux banquettes dans l'intérieur, omnibus, diligences, etc », et de la petite vitesse (marchandises), avec les mêmes exclusions que pour la grande vitesse, qui peut recevoir ou expédier des dépêches privées,. C'est une gare de la ligne de Dijon à Belfort située entre la station de Novillars et la gare de Laissey.
Au cours de la deuxième moitié du XXe siècle la gare est fermée aux trafic marchandises et devient une halte voyageurs sans personnel permanent, ce qui entraine la fermeture de son bâtiment voyageurs.
Le bâtiment voyageurs est démoli en juin 2008, il est remplacé par l'installation d'un abri sur chacun des deux quais.
En 2015 c'est une gare voyageurs d'intérêt local (catégorie C : moins de 100 000 voyageurs par an de 2010 à 2011), qui dispose de deux quais (1 et 2) et un passage de niveau piéton.

## Fréquentation
La fréquentation de la gare est détaillée dans le tableau ci-dessous :
| Année     | 2015  | 2016  | 2017  | 2018 | 2019  | 2020  | 2021  | 2022  | 2023  | 2024  |
| --------- | ----- | ----- | ----- | ---- | ----- | ----- | ----- | ----- | ----- | ----- |
| Voyageurs | 1 868 | 1 207 | 1 192 | 597  | 1 352 | 1 240 | 1 354 | 2 682 | 2 726 | 4 461 |

## Service des voyageurs

### Accueil
C'est une halte SNCF, point d'arrêt non géré (PANG) à entrée libre, elle dispose de deux quais avec abris. Elle est notamment équipée d'un automate pour l'achat de titres de transport.
Un passage de niveau planchéié permet la traversée des voies entre les deux quais.

### Desserte
Deluz est desservie par des trains TER Bourgogne-Franche-Comté de la relation Besançon-Viotte - Belfort.

### Intermodalité
Un  parking pour les véhicules y est aménagé.
La gare est desservie par la ligne  74  du réseau de transport en commun Ginko.

## Patrimoine ferroviaire
L'ancienne halle à marchandises désaffectée est toujours présente sur le site.